# Simeão Mamicônio
Simeão Mamicônio (em grego: Συμεών Μαμικονιάν; romaniz.: Symeon Mamikonian; 530/531) foi um armênio do século VI, tio do oficial Amazaspes Mamicônio. Originário da Armênia, trabalhava numa mina de ouro em Farângio (atual İspir) para o xá Cavades I (r. 488-496; 499-531). Em 530, rendeu a si mesmo e Farângio para o Império Bizantino, mas recusou-se a continuar a trabalhar na mina enquanto a guerra estivesse em curso. Recebeu do imperador Justiniano (r. 527–565) a propriedade de algumas vilas armênias, mas foi logo morto pelos antigos proprietários. Elas então foram legadas para seu sobrinho Amazaspes.